# Praomys tullbergi
Praomys tullbergi é uma espécie de roedor da família Muridae.
Pode ser encontrada nos seguintes países: Angola, Benim, Camarões, República do Congo, República Democrática do Congo, Costa do Marfim, Guiné Equatorial, Gabão, Gâmbia, Gana, Guiné, Libéria, Mali, Nigéria, Senegal, Serra Leoa, Togo, possivelmente em Burkina Faso e Guiné-Bissau.
Os seus habitats naturais são: florestas subtropicais ou tropicais húmidas de baixa altitude e regiões subtropicais ou tropicais húmidas de alta altitude.